# جاك سكينر
جاك سكينر (بالإنجليزية: Jack Skinner)‏ هو لاعب كرة قدم نيوزلندي، ولد في 11 أغسطس 1915 في نيوزيلندا، وتوفي في 3 يناير 2002. شارك مع منتخب نيوزيلندا لكرة القدم. أما مع النوادي، فقد لعب مع Mosgiel AFC ‏.